# Берхтольд, Бедржих Вшемир фон
Бедржих Вшемир фон Берхтольд (чеш. Bedřich Karel Eugen Všemír hrabě Berchtold z Uherčic; Фридрих Берхтольд, нем. Friedrich von Berchtold; 1781–1876) — чешский врач и ботаник.

## Биография
Бедржих Вшемир фон Берхтольд после окончания в 1804 году Карлова университета оставался при медицинском факультете Карлова университета. Помимо занятий врачебной практикой большую часть своего времени посвящал естественным наукам, в первую очередь ботанике.
После 11 лет медицинской практики он принял решение заняться исключительно наукой и полностью посвятить себя исследованию природы. С научными целями он с 1834 по 1842 годы совершил ряд путешествий по многим европейским странам, Северной Африке и Малой Азии, в 1846 году он побывал в Южной Америке большую часть времени путешествуя по Бразилии.
На рубеже 1830—40 годов он опубликовал многотомный труд по флоре Богемии.
В соавторстве с выдающимися чешскими ботаниками братьями Карелом и Яном Преслами им было опубликовано нескольких научно-исследовательских работ. Первый чешский автор, опубликовавший ботаническую работу о картофеле — «Die kartoffeln.» (нем.).
Был сторонником движения Чешского национального возрождения, вместе со своим сводным братом Леопольдом Берхтольдом (чеш. Leopold I. Berchtold) принимал участие в создании Пражского Национального музея.
Его именем был назван род растений Berchtoldia J.Presl, 1830, позже это название вошло в  синонимику рода Chaetium Nees, 1828.

## Научные работы
- O přirozenosti rostlin, aneb, Rostlinář. Prag: Joz. Krarse 1820. (совместно с Я.С. Пресл)
- Die Rubiaceen Böheims. 1838.
- Ökonomisch-technische Flora Böhmens. в 6 томах, Prag: Gedruckt bei J.H. Pospischil, 1836—43. т.1
- Die kartoffeln. (Solanum tuberosum C.Bauh.) Deren geschichte, charakteristik, nützlichkeit, schädlichkeit, kultur, krankheiten etc., mit ausführlichen angaben ihrer industriellen anwendung. Prag, Druck von G. Haase söhne, 1842.